# 고독사
고독사(孤獨死)는 주로 혼자 사는 사람이 돌발적인 질병 등으로 사망하는 것을 말한다. 도시화와 문명화로 각종 편의시설의 발달과 개인주의 가치관의 확산, 인권, 권리에 대한 정보 및 인지 상승, 이런저런 성격차이 등으로 혼자 생활하는 사람이 급증하면서 나타나기 시작하였다.
홀로 살다가 홀로 죽어서 대부분 오랫동안 시신이 방치되는 경우가 많다. 초기에는 실직이나 경제적 능력으로 인한 중장년 남성의 고독사가 대부분이었지만 개인주의 가치관 확산 및 인권, 권리의식, 가치관 충돌 등으로 독신자가 늘면서 경제력과는 상관없는 고독사, 연령과 상관 없는 고독사도 나타나고 있다. 과거에는 가족 간의 갈등, 지인 간의 갈등에 있어서 서로 양보, 타협하거나 한쪽이 양보하였지만 점차 인권, 권리의식과 개인주의적 가치관의 확산으로 일방적 양보나 타협은 거부하는 사례도 급증하였고, 성격차이나 인간관계에서 오는 스트레스를 거부하거나 회피하려는 현상도 점진적으로 확산되어갔다. 가족 간의 의견대립이나 종교문제, 가치관의 차이, 각종 시설·다 제도의 확충으로 가족이 있어도 시체 인수를 거부하는 사례도 급증하였다. 현대사회에서 고독사가 증가하고 있는데 전문가들은 고령화, 개인주의, 인간관계 스트레스, 핵가족화 등을 그 원인으로 분석하고 있다.
다만 경우에 따라 가족이나 지인 등은 있지만 본인 이외에 외출 등으로 부재중일 때 본인이 갑작스럽게 급병이나 건강악화로 인해서 절명하게 되거나 의식을 잃어서 숨졌을 경우에도 고독사에 해당된다. 가족이나 지인이나 간호인이 있기는 해도 이들이 잠시 부재중이거나 장기 부재중에 본인이 갑작스러운 발작으로 인한 병세나 건강악화 등이 발생한 경우 본인 혼자만 있기 때문에 이 경우도 고독사에 해당될 수 있다. 이쪽은 가족들이나 지인들이 뒤늦게 발견이라도 하여서 신고를 하거나 시신을 운구라도 할 수 있지만 가족이나 지인도 없이 완전히 혼자살면서 실내나 바깥에서 고독사한 경우는 그럴 사람이 없기 때문에 우려스러운 면이 있다.

## 고독사의 유형과 원인
- 가족, 친척, 지인 등이 없거나 그 외 의지할만한 사람이 없는 경우
- 독거생활을 하였던 경우
- 독거생활 중 급병 및 건강악화로 인하여 사망한 경우
- 감옥 등에서 독방생활 등을 했던 경우
- 병원 등에서 독실 입원 등을 했던 경우
- 자신이 우울을 남들에게 알리지 않고 극단적인 선택을 한 경우
- 급사 및 객사 등으로 인한 경우
- 바깥에서 혼자 있거나 다니던 중 사고 등으로 인한 경우
- 실내에서 혼자 있던 중 갑작스러운 실내 사고 등으로 인한 경우
- 가족은 있지만 본인 이외에 부재중일 때 갑작스럽게 절명하게 된 경우
- 그 외 기타

## 같이 보기
- 히키코모리
- 과로사